# Chloé Coulloud
Chloé Coulloud est une actrice française, née le 2 octobre 1987.

## Biographie
Elle nait le 2 octobre 1987. De 2004 à 2005, elle suit les Cours Jean Périmony.

## Filmographie

### Cinéma
- 2006 : L'École pour tous d'Éric Rochant : Cindy
- 2007 : La Tête de maman de Carine Tardieu : Lulu
- 2009 : Neuilly sa mère ! de Gabriel Julien-Laferrière : Caroline
- 2009 : Verso de Xavier Ruiz : Lou Decker
- 2010 : Gainsbourg : vie héroïque de Joann Sfar : Marilou (la coiffeuse)
- 2010 : L'Autre Dumas de Safy Nebbou : Sophie
- 2011 : Beur sur la ville de Djamel Bensalah : Priscilla
- 2011 : Livide de Julien Maury et Alexandre Bustillo : Lucie
- 2013 : Un prince (presque) charmant de Philippe Lellouche : Marie
- 2014 : Aux yeux des vivants de Alexandre Bustillo, Julien Maury : Mila
- 2016 : Amis publics d'Édouard Pluvieux : Anna
- 2018 :  Neuilly sa mère, sa mère ! de Gabriel Julien-Laferrière : Caroline
- 2024 : Cocorico de Julien Hervé : Alice
- 2024 : Le Mangeur d’âmes de Julien Maury et Alexandre Bustillo : Valentine

### Télévision
- 2007 : La Surprise d'Alain Tasma (téléfilm)
- 2010 : Eva de Frédéric Duvin: Eva (16 min, Arte France)
- 2014 : Nicolas Le Floch : Le Cadavre anglais de Philippe Bérenger, téléfilm : La Freluche[3]